# Ersa
Ersa je naselje in občina v francoskem departmaju Haute-Corse regije - otoka Korzika. Leta 2005 je naselje imelo 135 prebivalcev.

## Geografija
Kraj leži na skrajnem severovzhodu otoka Korzike na rtu Cap Corse, 47 km severno od središča Bastie.

## Uprava
Občina Ersa skupaj s sosednjimi občinami Barrettali, Cagnano, Centuri, Luri, Meria, Morsiglia, Pino, Rogliano in Tomino sestavlja kanton Capobianco s sedežem v Roglianu. Kanton je sestavni del okrožja Bastia.